# Кудринці (Чортківський район)
Ку́дринці — село в Україні, у Мельнице-Подільській селищній громаді Чортківського району Тернопільської області, розташоване на правому березі Збруча.

## Географія
Село розташоване на відстані 367 км від Києва, 115 км — від обласного центру міста Тернополя та 27 км від міста Борщів.

## Археологія
На околицях села виявлено поселення трипільської культури етапу В. Поселення розміщене в урочищі Поле Гончариха, на північ від села, недалеко від замку. Виявив у 1900-х роках Карел Гадачек, у 1915 р. оглянув П. В. Сюзов. На поверхні зібрано уламки кераміки та глиняні схематизовані статуетки. Матеріал зберігається в КАМ. Інституті етнографії АН СРСР та ЛІМ.
Фрагмент поліхромного посуду, характерний для Кудринецького поселення трипільської культури, був знайдений на стоянці розвинутого неоліту Стрільча Скеля на Дніпрі.
Поблизу села також відкрито пам'ятки північно-фракійських племен, які заселяли X ст. до н. е. Західне Поділля.

## Історія
Кудринці відомі з кінця XV ст. 1518 року поселення отримало міські права.
В 1653 році біля села стояв кіш татарського хана.
Перший поділ Речі Посполитої (1772) поділив Кудринці на дві частини. Після правобережна частина «Горішні Кудринці» вважалась містечком, лівобережна «Нижчі» або «Дольні Кудринці» – селом.
З 1991 року в складі незалежної України.
Від вересня 2015 року ввійшло у склад Мельнице-Подільської селищної громади.
12 червня 2020 року, відповідно до розпорядження Кабінету Міністрів України № 724-р «Про визначення адміністративних центрів та затвердження територій територіальних громад Тернопільської області» увійшло до складу Мельнице-Подільської селищної громади.
19 липня 2020 року, в результаті адміністративно-територіальної реформи та ліквідації Борщівського району, село увійшло до складу Тернопільського району.

### Монастир монахинь василіянок
У 1896—1947 рр. в селі існував монастир монахинь василіянок, зафундований власником Кудринців Іваном Дашкевичем і його дружиною Кароліною (фундаційний акт від 9 лютого 1896 р.) з обов'язком утримувати капелана і 12 убогих, які не можуть заробити собі на прожиток. Монастир був філією від Станіславівського монастиря сестер василіянок. Після Другої світової війни з монастиря зробили колгоспну контору, а з початку 1990-х рр. у помонастирському приміщенні діяла швейна фабрика.

## Релігія
- церква Воздвиження Чесного Хреста Господнього (1938, мурована, УГКЦ).

## Символіка

### Герб
За даними Антоні Шнайдера, гербом села був родовий знак графів Козьобродських «Козел І»: у червоному полі срібний козел на зеленій базі.

## Населення
За даними перепису населення 2001 року мовний склад населення села був таким:

### Мова
Розподіл населення за рідною мовою за даними перепису 2001 року:
| Мова            | Кількість | Відсоток |
| --------------- | --------- | -------- |
| українська      | 1576      | 99.62%   |
| російська       | 4         | 0.26%    |
| білоруська      | 1         | 0.06%    |
| інші/не вказали | 1         | 0.06%    |
| Усього          | 1582      | 100%     |

## Пам'ятки
- Кудринецький замок

Пам'ятник Тарасові Шевченку

- Пам'ятник Тарасові Шевченку (1991)
- Пам'ятний знак воїнам-землякам, які загинули в роки Другої світової війни
- Городище Кудринці I давньоруського часу (XII—XIII ст.)
- Поселення Кудринці II трипільської культури (IV-кінець III тис. до н. е.)
- Поселення Кудринці III черняхівської культури (кін. II- поч. V ст. н. е.)
- Вал Траяна Кудринці IV
- Силурійські відклади в Кудринцях

Пам'ятник Т. Шевченку
Щойновиявлена пам'ятка монументального мистецтва.
Встановлений 1991 р.
Погруддя — бетон, постамент — камінь.
Погруддя — 0,9 м, постамент — 2,4 м.

## Охорона природи
Село межує з національним природним парком «Подільські Товтри».

## Відомі люди
- о. Капустинський Олександр — священик та кудринецький декан УГКЦ, громадсько-політичний та освітній діяч, помер у селі[14].
- Брунон Ромішевський[pl] (пол. Brunon Romiszewski) (1892—1986) — бригадний генерал Війська Польського, кавалер ордена Virtuti Militari[15].
- Буркацький Зіновій Павлович (* 1962) — завідувач кафедри Одеської національної музичної академії імені А. В. Нежданової, заслужений діяч мистецтв України[16].
- Марія Єва Лункевич-Рогойська (пол. Maria Ewa Łunkiewicz-Rogoyska) «Mewa» (1895—1967) — польська художниця, представниця міжвоєнного та повоєнного авангарду[17].

## Світлини

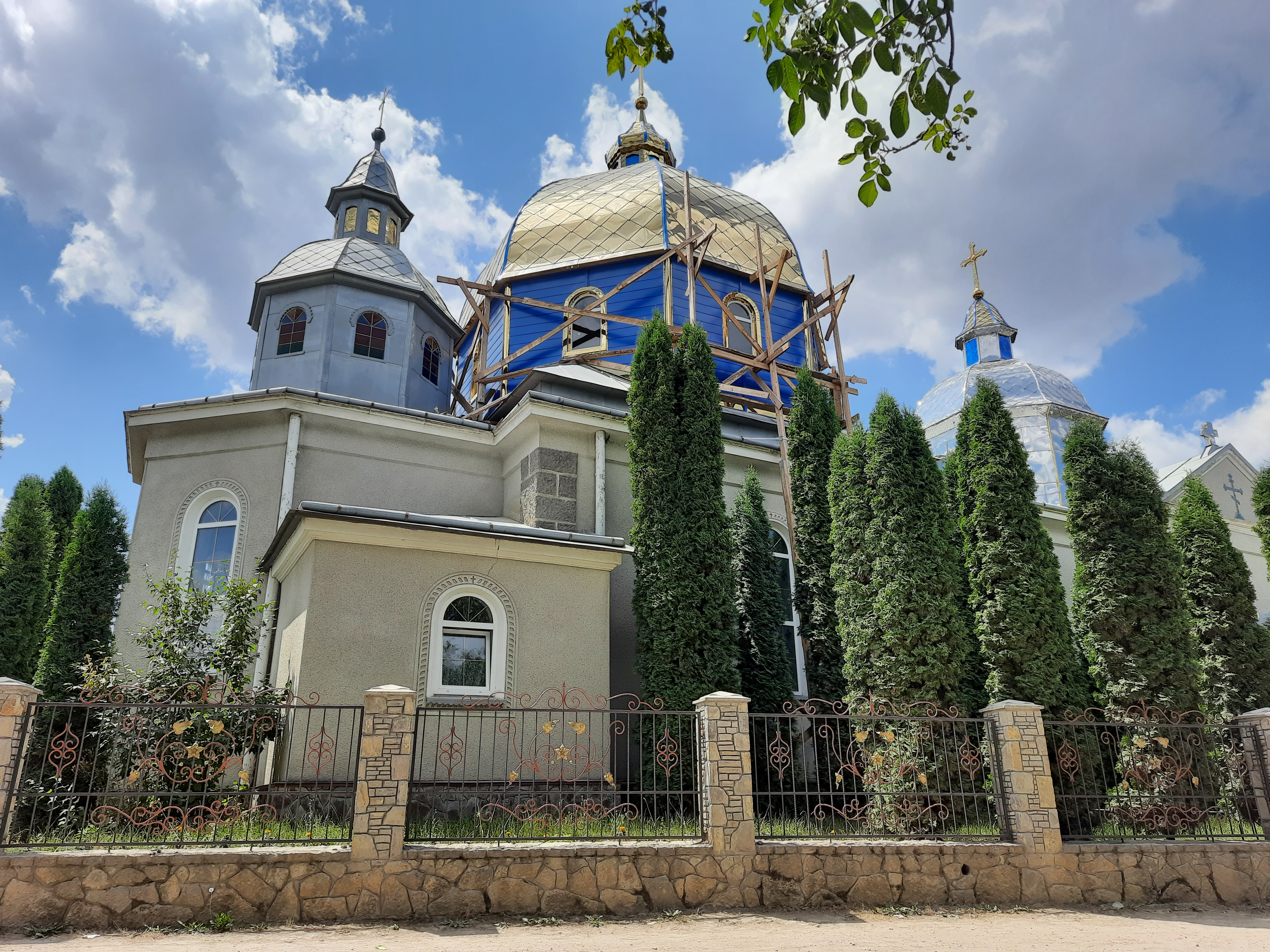
Покровська церква 1938 р.
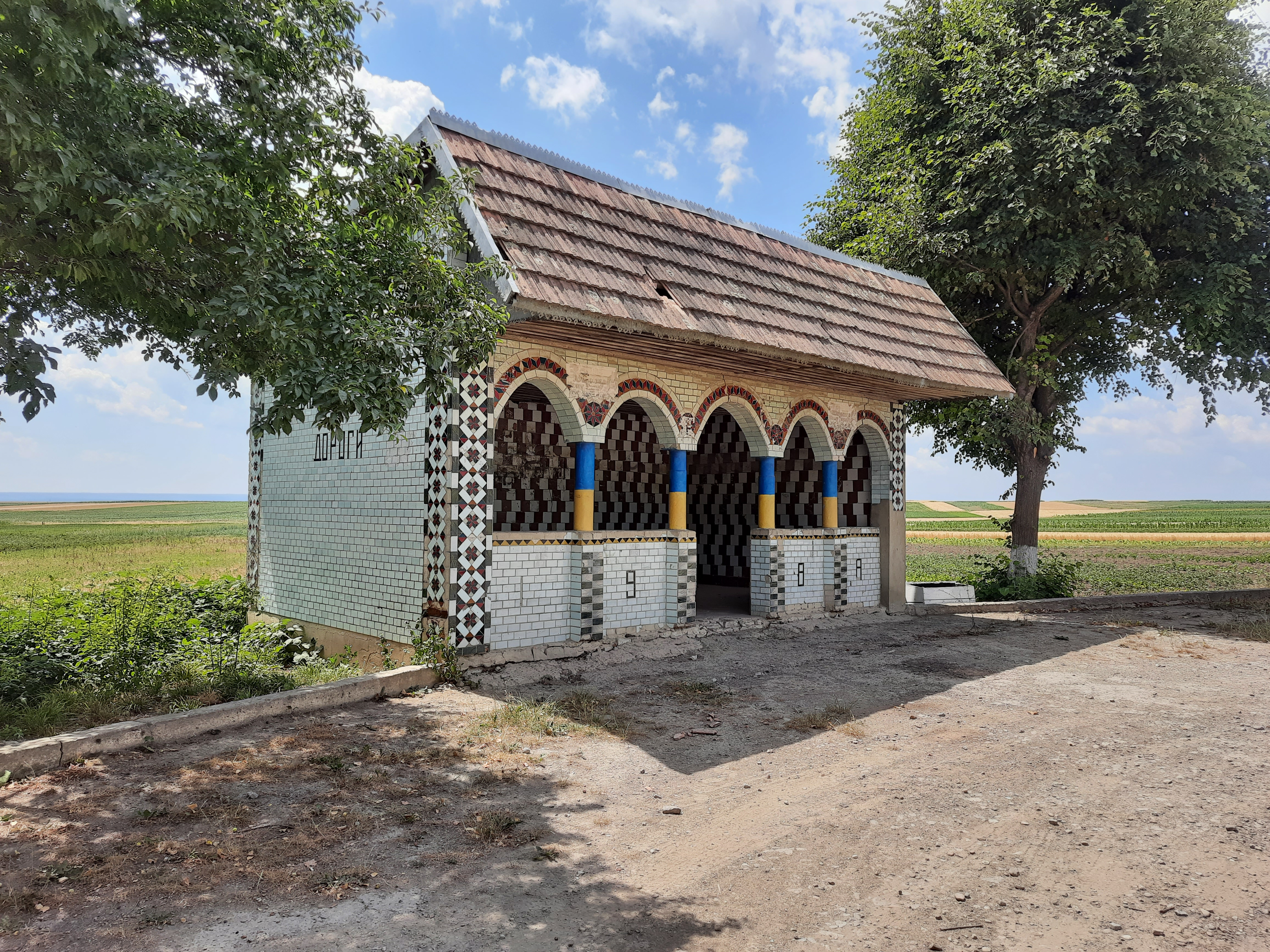
Автобусна зупинка на околиці
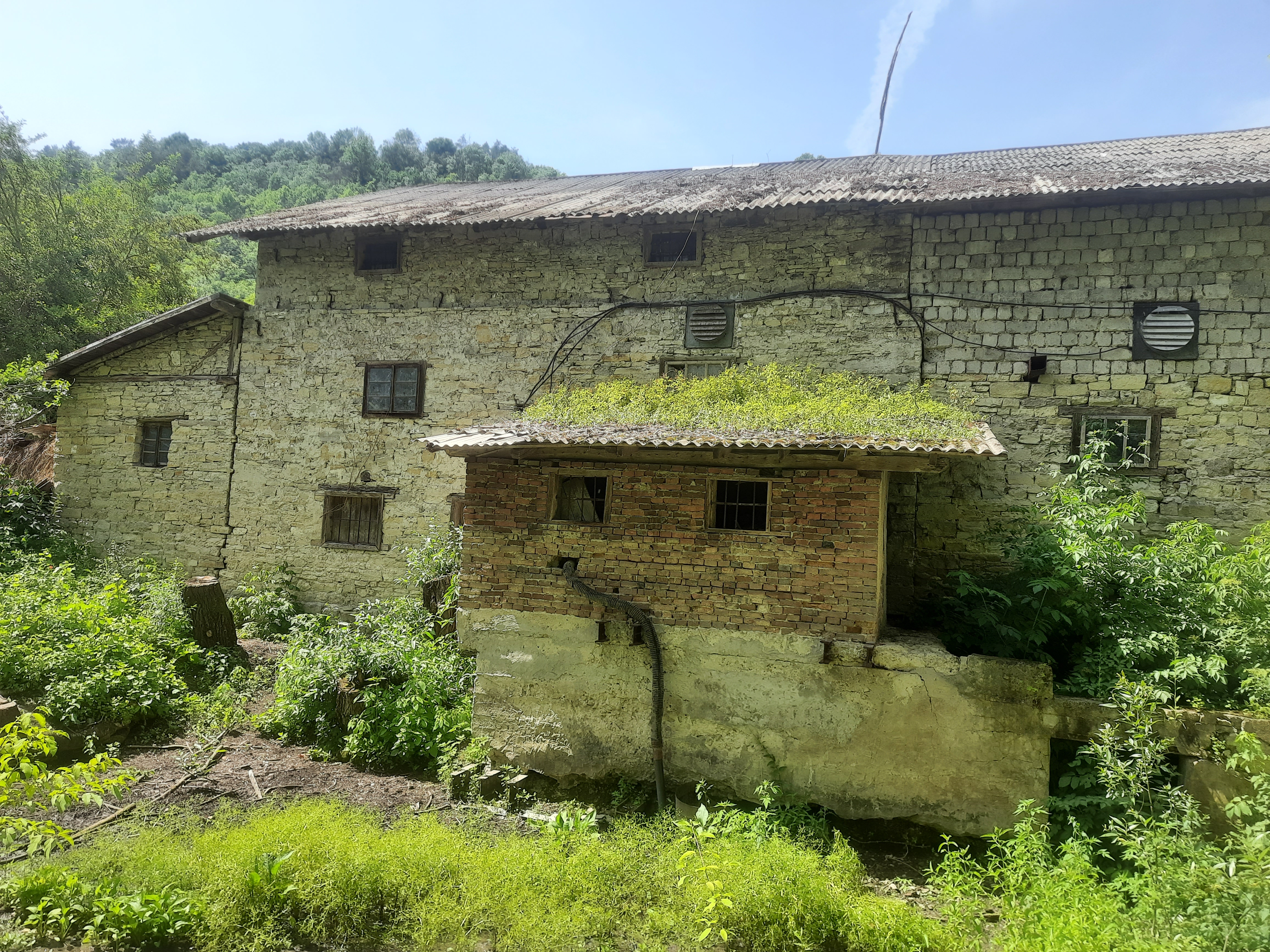
Млин 1927 р. на річці Збруч
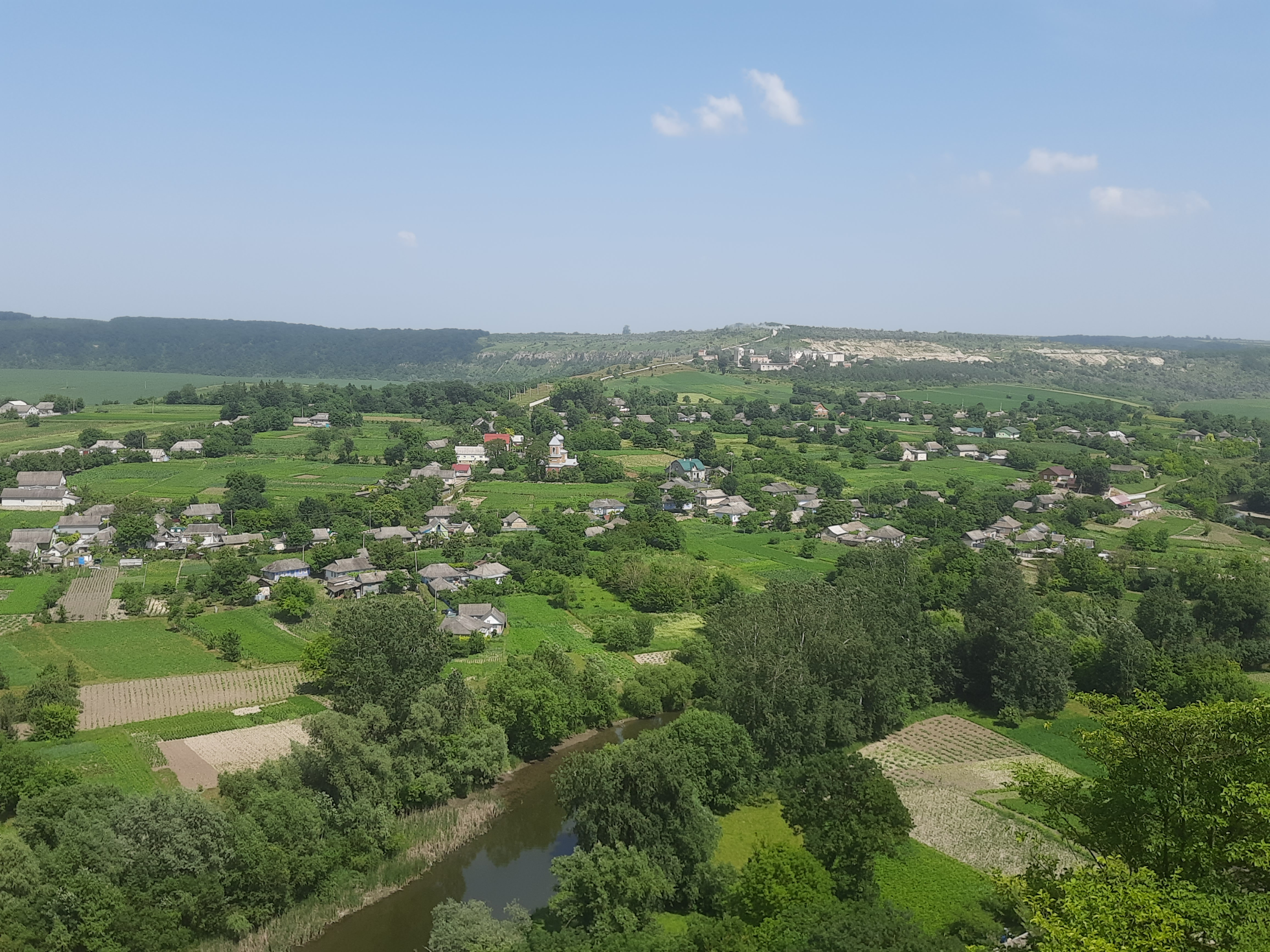
Вигляд із Кудринецького замку на Кудринці Хмельницької обл.
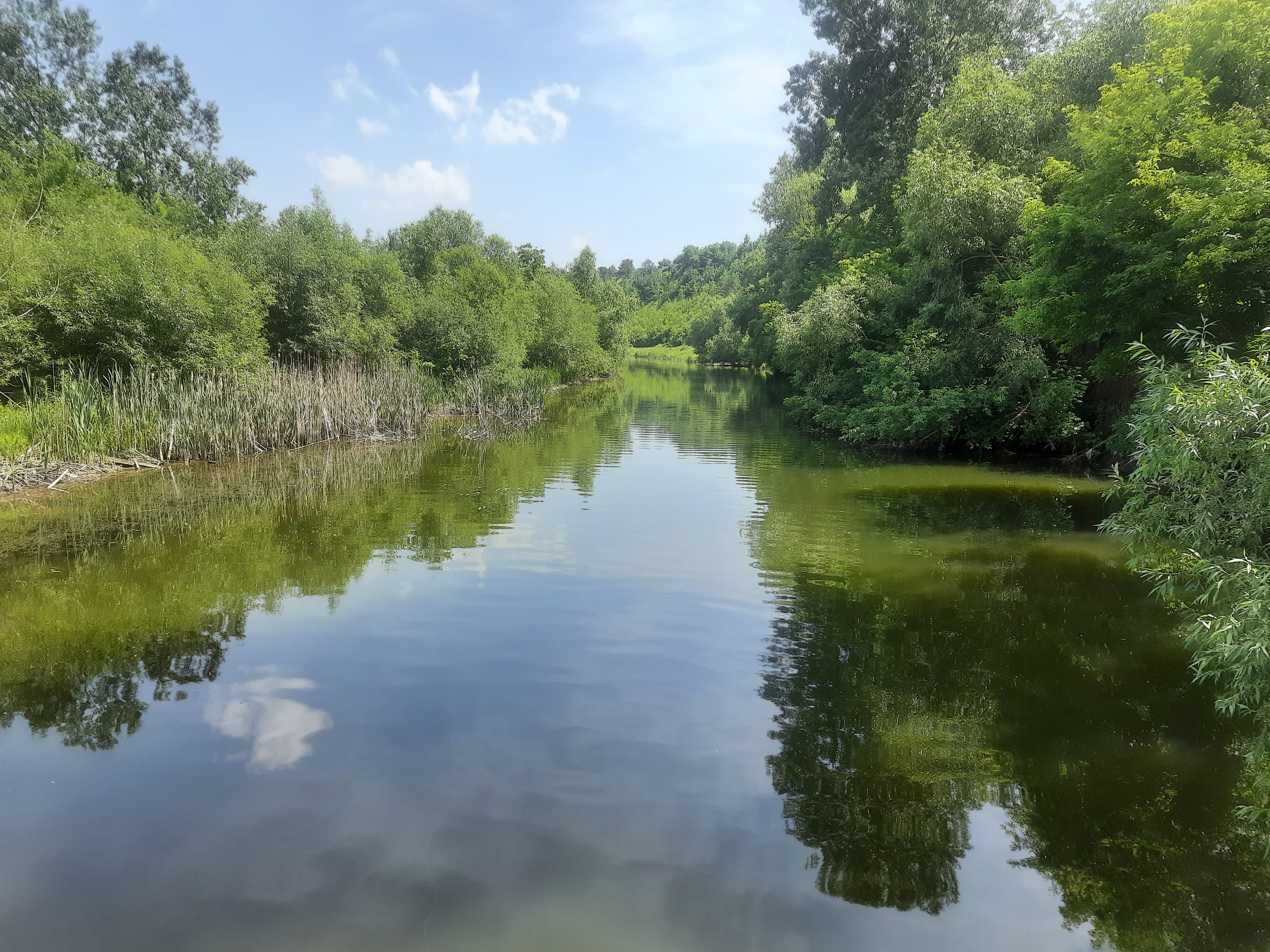
Збруч біля Кудринців